# Henri-Louis Blanchard
Pour les articles homonymes, voir Blanchard.
Henri-Louis Blanchard (né le 7 février 1787 à Bordeaux et mort le 19 décembre 1858 dans l'ancien 11e arrondissement de Paris) est un auteur dramatique, compositeur, violoniste et critique musical français.

## Biographie
Fils d'un violoniste, ancien élève de Franz Beck à Bordeaux, de Rodolphe Kreutzer, Méhul et Reicha au Conservatoire de Paris, il participe, parmi de nombreuses publications, dès 1836 à la Revue et gazette musicale de Paris où il publie des essais biographiques jusqu’en 1856.
Chef d'orchestre du Théâtre des Variétés de 1824 à 1829, il participe comme librettiste à quelques pièces représentées au Théâtre-Français et compose aussi pour le Théâtre du Gymnase ou  le Théâtre du Vaudeville plus de trois cents mélodies. Il met aussi en musique la plupart des textes de Béranger. On lui doit également des romances, des canons pour quatre, six et huit voix, des duos pour violon, des quatuors pour alto, des concertos, une fugue pour trois violons, une fantaisie pour harpe et violon etc.
Il devient en 1830 le directeur du Théâtre Molière, poste qu'il conservera jusqu'à sa mort en 1858.

## Œuvres
- Le Soleil, romance, 1812
- La Lune, romance, 1812
- Clarisse et Lovelace, ou Le suborneur, pantomime en 3 actes, mêlée de dialogues, d'après Samuel Richardson, 1816
- Galopade hongroise..., arrangée pour le piano, 1828
- Couplets chantés au banquet de l'artillerie de la Garde nationale, le 10 décembre 1830, paroles et musique
- Don Pedro, roi du Portugal, mélodrame en 3 actes et 4 tableaux, de Jules-Édouard Alboise, musique, 1831
- Diana Vernon, comédie-vaudeville en 1 acte d'Adolphe de Leuven et Auguste Pittaud de Forges, musique, 1831
- Camille Desmoulins, ou Les partis en 1794, drame historique en cinq actes, avec Julien de Mallian, 1831
- Henri-Montan Berton, membre de l'Institut, 1840